# Afrotyphlops angolensis
Afrotyphlops angolensis là một loài rắn trong họ Typhlopidae. Loài này được Bocage mô tả khoa học đầu tiên năm 1866.